# Buchberg (Schaffhausen)
Buchberg és un municipi del cantó de Schaffhausen (Suïssa).